# Внифатий (Смольников)
Священнои́нок Внифа́тий (в миру Ви́ктор Миха́йлович Смо́льников; род. 4 апреля 1960, Улан-Удэ, СССР) — священнослужитель Русской православной старообрядческой церкви, священноинок, служащий в старообрядческом приходе города Владивостока.
Ранее — епископ Большекаменский Древлеправославной церкви Христовой Белокриницкой иерархии (2007—2012); 26 января 2012 года отрёкся от архиерейского сана и вновь был принят в юрисдикцию РПСЦ в чине инока, а 20 февраля 2019 года восстановлен в сане священноинока.

## Биография
Родился 4 апреля 1960 года в городе Улан-Удэ в семье рабочего. Окончил 10 классов средней школы № 44 г. Улан-Удэ. Служил два года в армии на о. Диксон в Красноярском крае. После армии поступил в Восточно-Сибирский технологический институт по специальности «инженер-электрик», а позже работал по специальности в Приморском крае. Позднее устроился в П. О. «Конус», где получил ещё две специальности: инженер—системный программист, инженер—программист. Открыл собственный кооператив и занимался бизнесом (последняя должность — коммерческий директор в малом предприятии). Был женат, имел дочь.
В 1991 году крестился вместе с женой и ребёнком в Троицком храме Улан-Удэ. В период духовных исканий пришёл работать в церковь. В период ухудшения материального состояния расстался с женой.
В 1995 году был рукоположён в священный сан в Русской православной церкви и служил целибатным священником в Богородице-Казанском приходе города Северобайкальска, Республики Бурятия. Имея склонность к иноческой жизни, по благословению епископа Иркутского и Читинского Вадима (Лабезного) готовился принять монашеский постриг, а также занимался возобновлением иноческой жизни бывшего Посольского монастыря на берегу Байкала.
Из-за конфликта с епископом Читинским Евстафием (Евдокимовым), был отстранён от богослужений. Перёнёс закрытую форму туберкулёза. Во время лечения обратился в старообрядчество и на Троицу 2006 года в чине мирянина был крещён в Суходоле, в Приморском крае, через полное трёхпогружательное крещение священником Русской православной старообрядческой церкви иереем Елисеем Елисеевым.
Весной 2007 года по благословению епископа Дальневосточного Германа (Савельева) был направлен в Покровский кафедральный собор на Рогожском кладбище в Москве для богослужебной стажировки.
В 2007 году вернулся на Дальний Восток и примкнул к приверженцам Елисея Елисеева, войдя таким образом в состав Древлеправославной церкви Христовой Белокриницкой иерархии. В декабре 2007 года епископ Герман постриг Виктора Смольникова в иночество с именем Внифатий, 4 декабря поставил в чин свещеносца и рукоположил во все степени священства в храме преподобного Сергия Радонежского в селе Суходоле Приморского края.
8 декабря 2007 года ушедший к тому времени в раскол епископ Герман (Савельев) единолично совершил рукоположение Внифатия (Смольникова) во епископа Большекаменского и тем самым положил начало линии иерархического преемства Древлеправославной церкви Христовой (Белокриницкой иерархии).
22 октября 2011 года на Епархиальном съезде Иркутско-Амурской и всего Дальнего Востока епархии епископ Внифатий отказался от управления епархией и обратился к митрополиту РПСЦ Корнилию с просьбой принять его с группой сторонников в молитвенное общение «без прещений». В конце 2011 года он присутствовал на Совете Митрополии РПСЦ, где отрекся от прежней деятельности и покаялся. Неканоничное и незаконное поставление во епископы церковным судом признано не было, и он был принят в РПСЦ в качестве простого монаха.
26 января 2012 года был принят в Русскую православную старообрядческую церковь в чине инока. После присоединения к РПсЦ инок Внифантий трудился на различных приходах Сибири и Дальнего Востока. В личном общении он неоднократно подчеркивал, что не считает себя епископом, является простым монахом и «теперь обрёл покой».
20 февраля 2019 года решением Архиерейского собора РПСЦ восстановлен в чине священноинока для служения в храме во Владивостоке.

## Награды
- 2001 — Медаль ордена «За заслуги перед Отечеством» II степени[5].